# Edvin Kurtulus
Edvin Kurtulus, né le 5 mars 2000 à Halmstad en Suède, est un footballeur international suédois d'origine kosovar qui évolue au poste de défenseur central au Ludogorets Razgrad.

## Biographie

### En club
Né à Halmstad en Suède, Edvin Kurtulus est formé par le club de sa ville natale, l'Halmstads BK. Il fait ses débuts en professionnel alors que son équipe évolue dans la Superettan. Il joue son premier match lors d'une rencontre de championnat face à l'Östers IF le 5 mai 2019. Il est titularisé et son équipe s'incline par un but à zéro.
Il fait ses débuts en première division le 11 avril 2021 contre le BK Häcken, lors de la première journée de la saison 2021. Il est titularisé et son équipe s'impose par un but à zéro.
Le 12 août 2021, Edvin Kurtulus signe en faveur de l'Hammarby IF, qu'il rejoint officiellement en janvier 2022.
Kurtulus inscrit son premier but pour Hammarby le 9 avril 2022, lors d'une rencontre de championnat face au GIF Sundsvall. Il est titularisé ce jour-là, et participe à la victoire de son équipe par cinq buts à un.

### En sélection nationale
Edvin Kurtulus représente l'équipe du Kosovo espoirs de 2020 à 2021, où il officie notamment comme capitaine.
Alors qu'il représente le Kosovo jusqu'ici, Edvin Kurtulus est convoqué pour la première fois avec l'équipe nationale de Suède en mai 2022. Il est notamment convaincu par le sélectionneur de l'équipe de Suède lui-même, Janne Andersson, qui le contact pour l'inciter à jouer pour la Suède. Kurtulus honore sa première sélection avec la Suède le 9 juin 2022, lors d'un match comptant pour la Ligue des nations 2022-2023 contre la Serbie. Il entre en jeu à la place de Joakim Nilsson, sorti juste avant la mi-temps sur blessure, et son équipe est battue par un but à zéro,.